# Pępice (Skarbimierz)

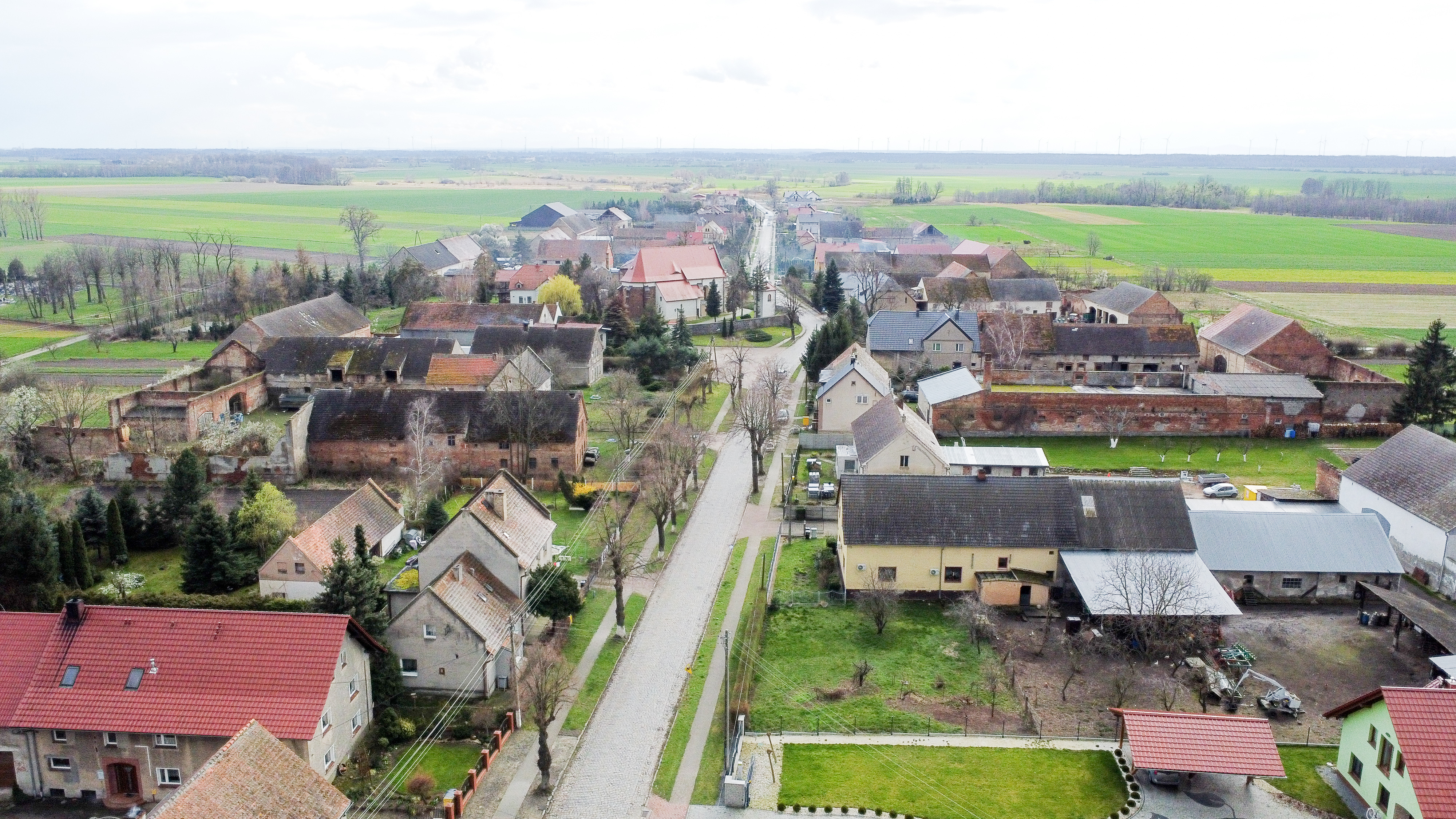
Ortsansicht

Pępice (deutsch Pampitz) ist ein Dorf in Niederschlesien. Der Ort liegt in der Gmina Skarbimierz im Powiat Brzeski in der polnischen Woiwodschaft Opole.

## Geographie

### Geographische Lage
Das Angerdorf Pępice liegt vier Kilometer südlich des Gemeindesitzes Skarbimierz (Hermsdorf), ca. sechs Kilometer südwestlich der Kreisstadt Brzeg (Brieg) und rund 56 Kilometer nordwestlich der Woiwodschaftshauptstadt Oppeln. Der Ort liegt in der Nizina Śląska (Schlesische Tiefebene) innerhalb der Równina Grodkowska (Grottkauer Ebene). Durch den Ort fließt der Potok Pępicki (Ulmenbach). 
Nördlich des Dorfes liegt der ehemalige Fliegerhorst Brieg.

### Nachbarorte
Nachbarorte von Pępice sind im Norden Skarbimierz Osiedle, im Südosten Krzyżowice (Kreisewitz) und im Süden Przylesie  (Konradswaldau) und Obórki (Schönfeld).

## Geschichte

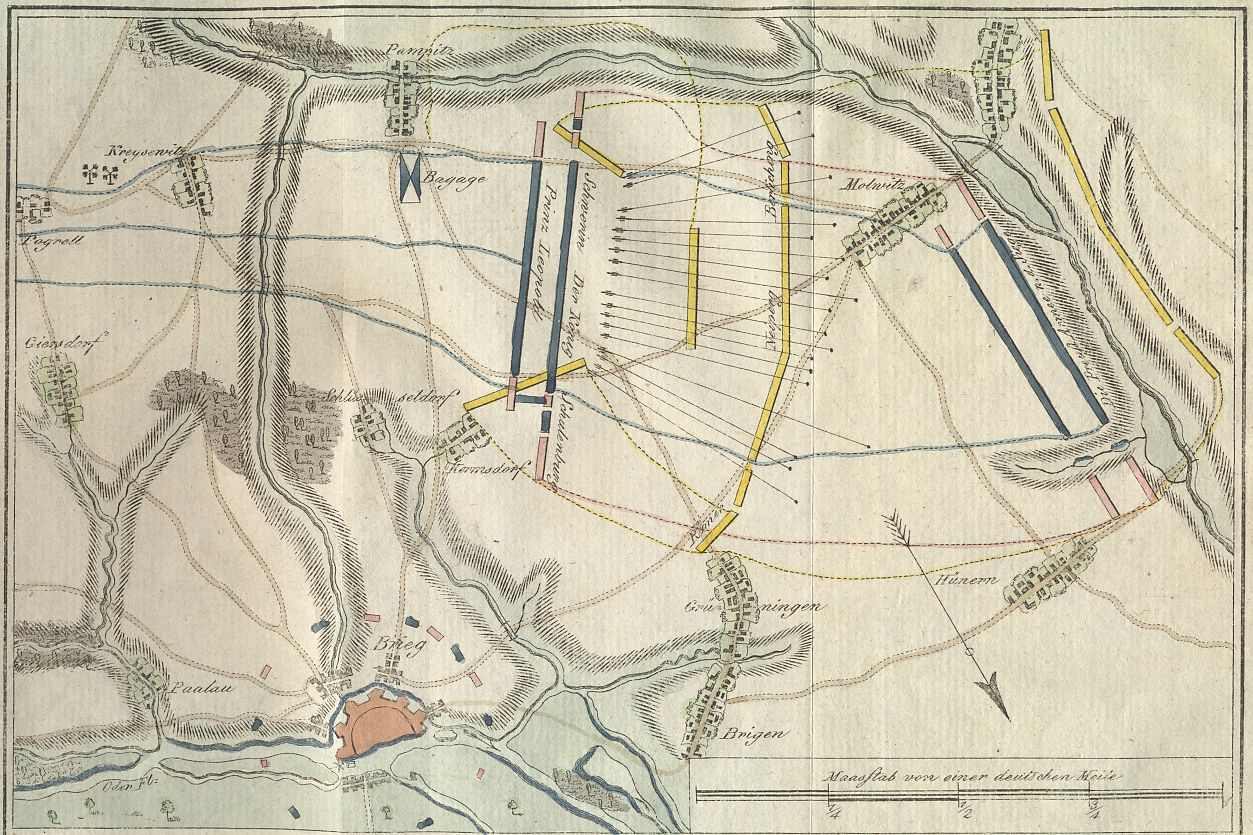
Karte der Schlacht bei Mollwitz, Oben Pampitz

In dem Werk Liber fundationis episcopatus Vratislaviensis aus den Jahren 1295–1305 wird der Ort erstmals als Pambitz  erwähnt. 1334 erfolgte eine Erwähnung als Pampicz. In der ersten Hälfte des 15. Jahrhunderts wurde eine Kirche im Ort errichtet. 1534 wurde die Bewohner im Zuge der Reformation protestantisch.
Nach dem Ersten Schlesischen Krieg 1742 fiel Pampitz zusammen mit dem größten Teil Schlesiens an Preußen.
Nach der Neugliederung Preußens gehörte die Landgemeinde Pampitz ab 1815 zur Provinz Schlesien und war ab 1816 dem Landkreis Brieg eingegliedert, mit dem es bis 1945 verbunden blieb. 1874 wurde der Amtsbezirk Schönfeld gegründet, welcher die Landgemeinden Conradswaldau, Pampitz und Schönfeld und dem Gutsbezirk Schönfeld umfasste. 1885 zählte der Ort 405 Einwohner.
1933 zählte Pampitz 439, 1939 wiederum 437 Einwohner. Bis 1945 befand sich der Ort im Landkreis Brieg.
Als Folge des Zweiten Weltkriegs fiel Pampitz wie fast ganz Schlesien 1945 an Polen, wurde in Pępice umbenannt und der Woiwodschaft Breslau angegliedert. Die deutsche Bevölkerung wurde, soweit sie nicht vorher geflohen war, weitgehend vertrieben. Die neu angesiedelten Bewohner waren zum Teil Heimatvertriebene aus Ostpolen. 1950 kam der Ort zur Woiwodschaft Opole, 1999 zum Powiat Brzeski.

## Sehenswürdigkeiten

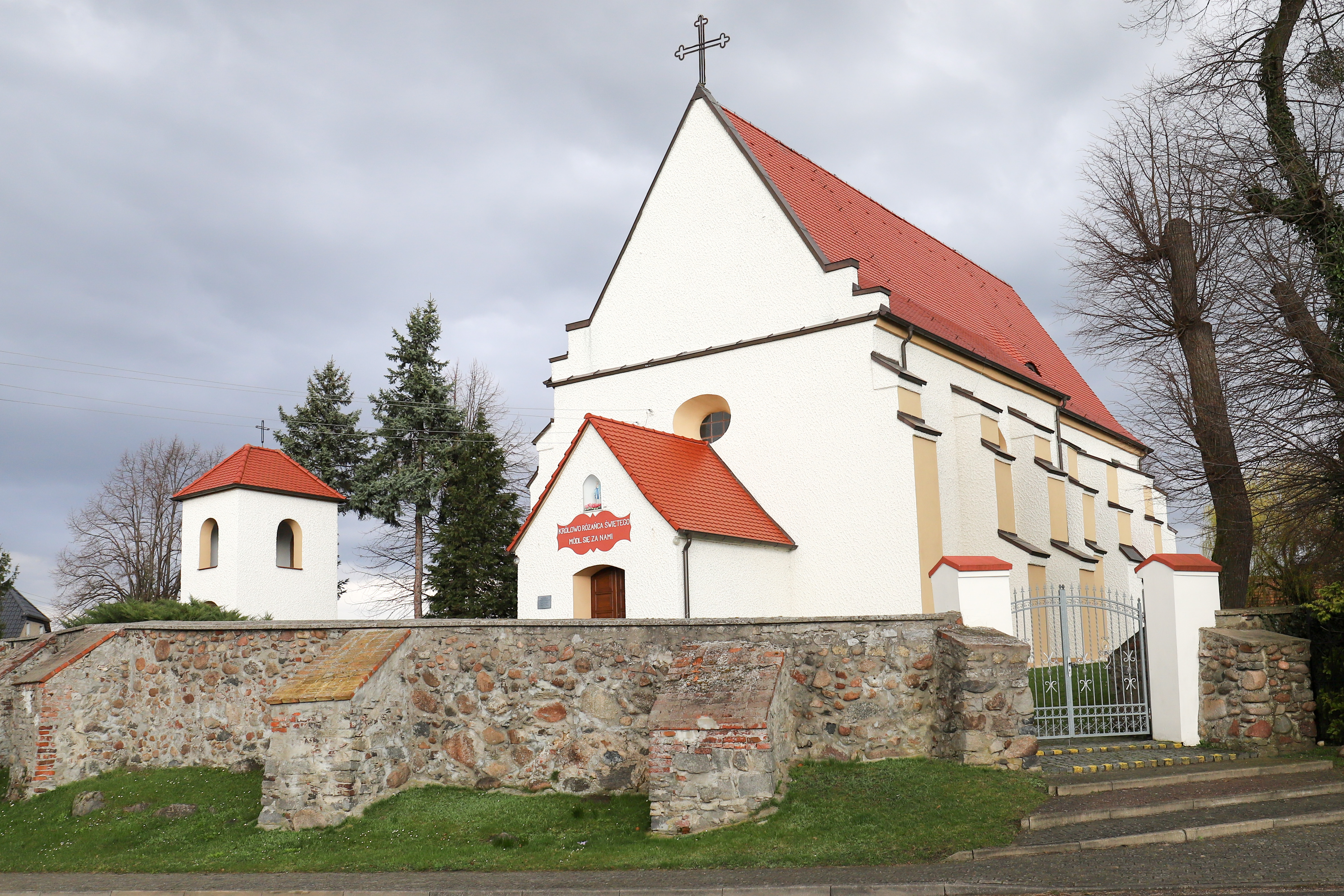
Die Kirche Unsere Liebe Frau vom Rosenkranz

- Die römisch-katholische Kirche Unsere Liebe Frau vom Rosenkranz (poln. Kościół Matki Bożej Różańcowej) wurde in der ersten Hälfte des 15. Jahrhunderts errichtet. Zwischen 1534 und 1945 diente der Bau der protestantischen Gemeinde als Gotteshaus. Die Kirche besitzt einen freistehenden Glockenturm.[6] Die Kirche steht seit 1964 unter Denkmalschutz.[7]
- Marienkapelle
- Hölzernes Wegekreuz

## Vereine
- Freiwillige Feuerwehr OSP Pępice